# Åsa Eriksson (politiker)
Åsa Elisabeth Eriksson, född 14 april 1972 i Hammarby församling, Stockholms län, är en svensk politiker (socialdemokrat). Hon är ordinarie riksdagsledamot sedan 2018 (dessförinnan tjänstgörande ersättare 2016–2017 och 2017–2018), invald för Västmanlands läns valkrets.

## Biografi
Eriksson blev juniorvärldsmästare i curling år 1991 i Glasgow och tog brons i Junior-VM i Oberstdorf 1992.
Hon var kommunstyrelsens ordförande i Norbergs kommun januari 2011 – 14 augusti 2016.
Eriksson ansvarade för krishanteringen i Norbergs kommun under den stora skogsbranden i augusti 2014 då större delen av Norberg riskerade att brinna upp.[källa behövs]
Eriksson var i många år aktiv i migrations- och integrationspolitiska debatten då Norberg var en av kommunerna med högst asylmottagande under hennes tid som kommunalråd.[källa behövs] Efter en intervju i Sveriges Radio blev Eriksson känd som "Det gråtande kommunalrådet":4m18s. I intervjun beskrev Eriksson hur hon desperat men utan framgång hade försökt förklara den övermäktiga situationen med asylmottagande i Norberg för riksdagsledamöter.:5m8s
I dagsläget[när?] sitter hon som facklig-politisk ledare för Socialdemokraterna i Västmanlands partidistrikt.[källa behövs]

### Riksdagsledamot
Eriksson kandiderade i riksdagsvalet 2014 och blev ersättare. Hon var tjänstgörande ersättare i riksdagen för Olle Thorell 15 augusti 2016–1 april 2017 och för Anna Wallén 9 oktober 2017–21 mars 2018. Eriksson utsågs till ny ordinarie riksdagsledamot från och med 22 mars 2018 sedan Gabriel Wikström avsagt sig uppdraget. Sedan riksdagsvalet 2018 är Eriksson invald som ordinarie riksdagsledamot.
I riksdagen är Eriksson ledamot i socialförsäkringsutskottet sedan 2022 samt suppleant i EU-nämnden och näringsutskottet. Hon var ledamot i näringsutskottet 2018–2022 och har varit suppleant i bland annat civilutskottet.
Eriksson är talesperson i utrikeshandelspolitiska frågor samt immaterialrätt för den socialdemokratiska riksdagsgruppen.[källa behövs]